# Raoul Van Overstraeten
Raoul Van Overstraeten, belgijski general, * 26. januar 1885, † 30. januar 1977.